# Prijepolje
Prijepolje (in serbo Пријепоље?) è una città e una municipalità del distretto di Zlatibor nel sud-ovest della Serbia centrale, al confine con il Montenegro.